# Hello (linie lotnicze)
Hello – nieistniejąca szwajcarska czarterowa linia lotnicza z siedzibą w Bazylei. 